# Шарлотт Іглз
ФК «Шарлотт Іглз» (англ. Charlotte Eagles Soccer Club) — американський футбольний клуб з Шарлотта, Північна Кароліна, заснований у 1991 році. Виступає в PDL. Домашні матчі приймає на стадіоні «Спорткомплекс Метьюс», місткістю 2 300 глядачів.

## Досягнення
- USISL Pro League
  - Чемпіон Південноатлантичного дивізіону: 1996
- USL D-3 Pro League
  - Чемпіон: 2000
  - Чемпіон Атлантичного дивізіону: 1999
- SL Pro Soccer League
  - Чемпіон Південного дивізіону: 2004
- USL Second Division
  - Чемпіон: 2005
  - Чемпіон регулярного чемпіонату: 2008
- USL
  - Фіналіст: 2013
- PDL
  - Чемпіон: 2017
  - Чемпіон Східної конференції: 2017
  - Чемпіон Південноатлантичного дивізіону: 2015, 2016
- Southern Derby
  - Чемпіон: 2001, 2012, 2013, 2014.